# افتادگی راست‌روده
افتادگی راست‌روده یا پرولاپس رکتوم (به انگلیسی: Rectal prolapse) یک ضایعه نامعمول است که در آن تمام ضخامت دیوارهٔ راست‌روده (رکتوم) پایین می‌افتد و اغلب از درون مقعد خارج می‌شود. نقص اصلی وجود اختلالی در عضلات کف لگن (پشتیبان راست‌روده) است که افزایش فشار درون شکمی، ممکن است منجر به پرولاپس رکتوم شود.
افتادگی یا پرولاپس در اصطلاح به معنی بیرون زدن احشاء از طریق یکی از منافذ طبیعی بدن است که در مورد رکتوم به بیرون زدن قسمتی از روده بزرک یا راست روده از مقعد گفته می‌شود.

## بیماری‌زایی
افتادگی راست‌روده ممکن است فقط حاوی مخاط راست‌روده باشد یا تمام جدار راست‌روده را دربرگیرد، ممکن است هنگام دفع یا استراحت باشد. شایعترین نوع پرولاپس در بیماران فرم کامل آن است.

## علل
افتادگی راست‌روده علت صد در صد مشخصی ندارد ولی یبوست طولانی مدت، ضعف عضلات کف لگن، زایمان‌های مکرر، زور زدن طولانی در هنگام اجابت مزاج و ضعف‌های ژنتیکی که باعث شلی احشاء لگنی می‌شود از علل آن به شمار می‌آید.

## تظاهرات بالینی
خروج توده از مقعد، خونریزی رکتوم، یبوست و اسهال، بی‌اختیاری دفع، نشت مدفوع، خارش و درد.

## درمان
در موارد غیر اورژانس درمان ملین، مصرف فیبر، کمتر کردن زمان دفع است. افتادگی کامل راست‌روده فقط درمان جراحی دارد و نوع جراحی بستگی به وجود یا عدم وجود بی‌اختیاری مدفوع دارد. جراحی و ثابت کردن روده در داخل لگن یا قطع میزان بیرون زده روده درمان آن خواهد بود.